# Miramar Beach
Miramar Beach – jednostka osadnicza w Stanach Zjednoczonych, w stanie Floryda, w hrabstwie Walton, nad Zatoką Meksykańską.